# Хумайда ібн Абу Нумай
Хумайда ібн Абу Нумай (араб. عز الدين حميضة بن محمد أبي نمي الحسني; д/н — 1320) — 22-й шаріф й емір Мекки у 1301—1320 роках (з перервами). Повне ім'я Ізз ад-Дін Хумайда ібн Абу Нумай.

## Життєпис
Походив з гілки правлячої династії Хасанідів — бану-катада. Старший син шаріфа Абу Нумайї I. 6 жовтня 1301 року батько зрікся влади на користь Хумайди та його брата Румайти. Через 2 дні Абу Нумай помер. Невдовзі шаріфи стикнулися зі зведеними братами Абу аль-Гайтом та Утайфою. Хумайда невдовзі наказав їх ув'язнити. Проте вони незабаром втекли, перебравшись до Єгипту. Тут отримали підтримку від султана Мухаммада I ан-Насіра. Останній наказав емірові Бейбарсу аль-Джашанкіру повалити Хумайду та його брата, що й було зроблено у серпні 1302 року. На трон Мекки було поставлено Абу аль-Гайта і Утайфу. Повалених в ланцюгах було відправлено до Каїру.
1303 року Хумайду та Румайту було звільнено, надано титул емірів та залучено до почту султана. Хумайда грав у поло з султаном. 1304 року за підтримки шейха Наср аль-Манбіджі брати отримали більше свободи та поновлені на троні Мекки, оскільки султан був невдаволений їх зведеними братами. У липні 1305 року Румайта та Хумайда прибули до Мекки. Спочатку Хумайда та Румайта  скасували низку податків, здійснювали справедливий суд.
1314 року з невідомих причин султан наказав повалити Румайту та Хумайду, поставивши на трон Мекки Абу аль-Гайта. Брати втекли до Халі Бані Якуба. Невдовзі Хумайда погиркався з Румайтою, який втік до Каїру. За цим завдав поразки шаріфу-еміру Абу аль-Гайту. Натомість султан наказав еміру та сеїду з Медіни допомогти останньому. Незважаючи на це, 11 березня 1315 року в битві біля Мекки завдав ніщивної поразки шаріфу, якого полонив, а потім страти в Хайф Бані Шадіді.
У вересень 1315 року Румайта отримав підтримку відс ултана проти Хумайди. За 6 днів до прибуття війська єгипетських мамлюків Хумайда навантажив 100 верблюдів грошима та крамом, спалив те, що залишилося в фортеці у Ваді Маррі, і знищив 2 тис. фінікових пальм. Потім він пробрався в аль-Хальф валь-Хулайф, укріплення за шість днів їзди від Мекки. 13 грудня Румайта зайняв Мекку, а через 2 тижні змусив Хумайду тікати далі, захопивши його скарби та родину. Хумайда втік до Багдаду, а звідти до двору ільхана Олджейту. Від нього отримав 2-тисячне військо. На початку шляху прийшла звістка про смерть ільхана, тому більшість війська повернулося. Хумайда тепер мав лише 300 монгольських та 400 арабських вояків. Невдовзі він зазнав поразки від Мухаммеда ібн Ісою, якого відправив Муханна, емір Пальміри. Лише з 23 вояками Хумайда прибув до Хіджазу. після перемовин з мамлюцькими емірами повернувся до Багдаду.
У лютому/березні 1318 року внаслідок заколоту мекканських мамлюків Румайту було повалено, а Хумайда за підтримки загону ільхана Абу-Саїда Багадур-хана повернувся до Мекки. Він наказав вказувати вхутбі останнього, домігшись переходу значної частини Хіджазу від владу ільхана.
У 1320 року Хумайда було вбито під час конфлікту з очільником мамлюцького прочанського каравану з Каїру. Владу перебрав його брат Румайта.